# Племінний союз
Племінний союз, племінне об'єднання — об'єднання кількох племен, особливо часто відзначається істориками у суспільствах, які перебували на стадії військової демократії (франки і тевтони у германців, антів і склавинів у слов'ян). У таких союзах вже сильно виділялася племінна знать і спостерігалося розшарування суспільства. Порівняно мирні племінні союзи, як у східних слов'ян на теренах Росії і в культурному відношенні тяжіли до них фінно-угрів, об'єднувалися на основі господарських зв'язків і мали розвинені міста — економічні та культові центри. У Новий час вчені багато дізналися про племінні союзи на прикладі північноамериканських індіанців (апачі, ірокези, сіу та інші).
Це тип етнічної спільності й соціальної організації в період первісного суспільства. Для племені зв'язок між його членами характерний кровним спорідненням, поділ на роди і фратрії, спільність території, деякі елементів ведення господарства, самосвідомості, самоназва, звичаї, культ предків та релігійний культ. На пізньому етапі існування племені виникло суспільне самоврядування, що складалося з племінної ради, військових та цивільних вождів. Утворення спілок племен, завоювання інших племен і переселення призводили до змішання племен (асиміляції), що призвело у свою чергу до виникнення більш великих спільностей — народностей.
Союзи східнослов'янських племен почали формуватися в бронзову добу. Здебільшого племінні союзи були пов'язані районом розселення, а не єдністю походження, бо територіальні зв'язки переважали над родовими. Племінні союзи східних слов'ян: поляни, сіверяни, уличі, древляни, волиняни, бужани, дуліби, тиверці, білі хорвати, дреговичі, радимичі, в'ятичі, кривичі, полочани, словени.